# Eridolius verzhutzkii
Eridolius verzhutzkii är en stekelart som beskrevs av Dmitriy R. Kasparyan 1990. Eridolius verzhutzkii ingår i släktet Eridolius och familjen brokparasitsteklar. Inga underarter finns listade i Catalogue of Life.